# شارل قرم
شارل قرم هو رجل أعمال ملياردير ورسام وكاتب وناشط قومي لبناني ولد في يوم 4 مارس 1894 في مدينة بيروت، عرف بكونه رائد النزعة الفينيقية اللبنانية القومية وأحد ملهمي إنشاء دولة لبنان. قضى حياته متنقلاً بين باريس ونيويورك وتوفي في سنة 1963 في بيروت. في بلد تمزقه الصراعات الطائفية، كانت نية قرم هي إيجاد جذر مشترك بين جميع اللبنانيين يتجاوز معتقداتهم الدينية. في سن الأربعين، ترك إمبراطورية تجارية ناجحة ليكرس وقته للشعر والكتابة.
على مدار حياته، حصل قرم على أكثر من مائة جائزة أدبية وغير أدبية دولية، بما في ذلك جائزة إدغار آلان بو الشعرية الدولية لعام 1934، لقب مواطن شرفي في مدينة نيويورك (الولايات المتحدة الأمريكية)، القائد الأعلى للأكاديمية الأمريكية الدولية (الولايات المتحدة الأمريكية)، وسام الاستحقاق البشري (سويسرا)، والضابط الأكبر بالوسام الأكاديمي الإيطالي (إيطاليا)، والضابط الأكبر في وسام الأرز الوطني (لبنان)، والضابط الأكبر في جمعية الشعراء الفرنسيين (فرنسا)، زميل الجمعية الملكية (إنجلترا) وميدالية الشرف من الأكاديمية الفرنسية 1950 (فرنسا).

## ككاتب
على الرغم من أن معظم المؤلفين اللبنانيين في ذلك الوقت كانوا يكتبون باللغة العربية، إلا أن قرم كتب معظم أعماله بالفرنسية. إحدى مساهماته الفكرية الرئيسية هي "La Revue Phénicienne" (المراجعة الفينيقية)، وهي مطبوعة أسسها في تموز (يوليو) 1919 شارك فيها العديد من الكتاب مثل ميشال شيحا وسعيد عقل، وكانت من العوامل التي ألهمت استقلال لبنان. كتب رشدي معلوف، والد عضو الأكاديمية الفرنسية والروائي الفرانكفوني أمين معلوف: «كان شار أول من أظهر لنا كيف نحب لبنان وكيف نغني ونتغني بلبنان، وكيف نتباهى بلبنان وندافع عنه، وكيف نصبح بناة لبنان».
يعتبر قرم من أكثر الكتاب الشرق أوسطيين تأثيراً وحصولاً على جوائز. حاز كتابه "La Montagne Inspirée" (الجبل المقدس بالعربية) على جائزة الشعر الدولية إدغار آلان بو في عام 1934. بالإضافة إلى ذلك، كان قرم -والذي كان والده داود قرم مدرسًا ومرشدًا لجبران خليل جبران، هو مترجم تحفة جبران الإنجليزية النبي إلى الفرنسية.

## كرجل أعمال
بعد التخرج في سن 18، سافر قرم إلى مدينة نيويورك حيث استأجر مكتبًا صغيرًا في وول ستريت لإجراء أعمال استيراد / تصدير. بعد فترة وجيزة، عقد شارل قرم لقاء مع رجل الأعمال هنري فورد، أغنى رجل في العالم في ذلك الوقت. بعد الاجتماع، تعاقد قرم على وكالة شركة فورد موتور لمنطقة الشرق الأوسط الكبير بأكملها في وقت كانت شركة فورد موتور صانع السيارات الوحيد في العالم. في أوجها، كانت إمبراطورية أعمال قرم (التي اندمجت جميعها تحت اسم «شارل قرم وشركاه»)، أول وأكبر شركة متعددة الجنسيات في الشرق الأوسط، حيث وظفت آلاف الرجال والنساء من تركيا إلى إيران. أصبحت مشاريعه مصدر رزق آلاف العائلات وساهمت في تطوير البنية التحتية وشبكات الطرق والسكك الحديدية والجسور في بلدان لم تكن حتى قد نالت استقلالها بعد.
في عام 1928 قام بتصميم مقر شركة فورد موتور في الشرق الأوسط، والذي سمي فيما بعد «مبنى وحدائق القرم»، بدون أن يتلقى تدريبًا معماريًا رسميًا. شُيِّد المبنى عام 1929 في بيروت، وأصبح فيما بعد منزل عائلة القرم. كانت أول ناطحة سحاب في الشرق الأوسط وأعلى ناطحة سحاب في لبنان حتى عام 1967. احتوت حدائق المبنى التي تبلغ مساحتها 14000 متر مربع (أكبر حدائق خاصة في بيروت) على مجموعة متنوعة من التحف الفنية والأثرية بالإضافة إلى أشجار غير مألوفة في لبنان ونباتات نادرة.
قرر شارل قرم، بعد تحقيق ثروة طائلة، تكريس حياته للأدب والعمل الخيري بمناسبة عيد ميلاده الأربعين.

## العمل الخيري
ساعد قرم في تمويل العديد من المباني والهيئات الحكومية اللبنانية بما في ذلك مجلس النواب اللبناني والمتحف الوطني والمكتبة الوطنية وغيرها من المعالم في وقت كانت الدولة اللبنانية الوليدة تفتقر إلى الأموال، وهي مستقلة حديثًا عن الانتداب الفرنسي. كما قام شخصياً بتمويل الجناح اللبناني في المعرض العالمي لعام 1939 في مدينة نيويورك، وهو الأمر الذي جعل رئيس البلدية لاغوارديا يمنحه لقب مواطن فخري لمدينة نيويورك، وهو أعلى وسام تمنحه المدينة.
وأشار سعيد عقل، صديق قرم المقرب، إلى أن «شارل لم يكن قوة توجيهية وراء استقلال لبنان فحسب، بل ساعد أيضًا في إرساء الأسس الدستورية للبنان وصرف أمواله الخاصة في بناء المعالم السياسية والاجتماعية والثقافية اللازمة لدعم رؤيتنا للبنان. خلال تلك السنوات، بدا لي واضحًا جدًا أن شارل لا يهتم كثيرًا بالمال. وبدلاً من ذلك، فإن إحساسه العميق بالالتزام بما يحبه قد كافأه بنجاح بارز في كل من ريادة الأعمال والأدب.»

## الحياة الشخصية
وُلد شارل قرم عام 1894 في بيروت، لبنان، وهو ابن الرسام اللبناني الشهير داود قرم. تخرج من الكلية الشرقية في جامعة القديس يوسف بمرتبة الشرف. في سن 18، وبالتحديد في عام 1912، سافر إلى نيويورك. أنشأ هناك شركة استيراد وتصدير في برودواي. نظرًا لأن لغته الأولى كانت الفرنسية، فقد حضر الكثير من عروض برودواي مرارًا وتكرارًا حتى تعلم أساسيات لهجة نيويورك الإنجليزية. في عام 1934، في سن الأربعين، ترك العمل من أجل التفرغ لحياة الأدب والعمل الخيري. نظرًا لنجاحه الاستثنائي في مجال ريادة الأعمال والمساعي الأدبية لاحقًا، تمتع قرم بشبكة معارف دولية بارزة. وفقًا لرشدي معلوف، «كان لدى شارل قدرة مذهلة على إقامة علاقات صداقة مع جميع أنواع الناس بنفس السهولة. في بعض الأحيان، بدا لي أنه لا يوجد أحد لا يعرفه. وقد منحه هذا نفوذاً هائلاً في ريادة الأعمال والأدب والسياسة. سواء من خلال الأعمال أو الفن، أمضى تشارلز حياته في بناء جسور قوية بين لبنان، والتي غالبًا ما أشير إليها في ذلك الوقت باسم باريس الشرق الأوسط، وبين الغرب».
بالعودة إلى السنوات الذهبية لبيروت، أشار رشدي معلوف أيضًا إلى أنه ليس من غير المألوف أن يزور الفنانون والمثقفون ورجال الأعمال والشخصيات السياسية والثقافية ممن يزورون لبنان لأول مرة تشارلز قرم وأن يحلوا ضيوفًا في منزله، والذي استضاف حفلات فخمة، وقال معلوف: «زاروا لبنان بحثًا عن شارل قرم بنفس الطريقة التي قد يزور بها البعض منا أثينا لمشاهدة الأكروبوليس. هذا هو الاحترام الذي حمله الكثير من اللبنانيين والأجانب على حد سواء لشارل قرم، وهو [هذا الاحترام أو التكريم] حاضر في سحره»
ظل شارل قرم عازبًا غير ملتزم معظم حياته، وتزوج أخيرًا من سامية بارودي في عام 1935. كانت سامية بارودي ملكة جمال لبنان وحصلت على المركز الثاني في مسابقة ملكة جمال الكون عام 1934 في مدينة نيويورك. أنجب تشارلز قرم وزوجته سامية أربعة أطفال.
بالإضافة إلى إرثه الأدبي الغزير الذي يمكن العثور عليه الآن في معظم المكتبات والجامعات حول العالم، ترك شار قرم إحدى أكبر الثروات في المنطقة لخلفائه.

## مؤلفاته

### بالفرنسية
- La Revue Phénicienne[21]
- La Montagne Inspirée، حصلت على جائزة الشعر الدولية إدغار آلان بو 1934.[22][23]
- 6000 ans de Génie Pacifique au Service de l'Humanité[24]
- Contes Erotiques[25]
- Les Cahiers de l'Enfant[26]
- Sonnets Adolescents[27]
- La Montagne Parfumée[28]
- L'Eternel Féminin[29]
- Médaillons en Musique de l'Ame Libanaise[30]
- Petite Cosmogonie Sentimentale[31]
- La Planète Exaltée[32]
- Le Mystère de l'Amour[33]
- La Symphonie de la Lumière[34]
- La Terre Assassinée ou Les Ciliciennes[35]
- Le Volcan Embrasé[36]
- Les miracles de la madone aux sept doleurs[37]
- L'art phénicien[38]
- Rendons le sol au paysan[39]
- Bibi Zogbé[40]
- Conte de Noël ; Conte de Nouvel An ; Conte des Rameaux ; Conte de Pâques[41]
- L'enfant de la montagne[42]
- Les miracles de la Madone aux sept couleurs[43]
- Le voeu de Oum Girgi et La Madore aux sept douleurs : conte de Noel.[44]
- L'humanisme du Liban : une Unesco six fois millénaire[45]